# Бельмасов, Борис Петрович
Борис Петрович Бельмасов (17 сентября 1940 год, Крымск — 3 августа 2016 год, Анапа)— живописец, заслуженный художник Российской Федерации. Обладатель диплома Российской академии художеств. Профессор кафедры живописи, графики и скульптуры ЮФУ. Обладатель Золотой медали Союза художников России. Известен как автор фотороботов Андрея Чикатило и членов банды братьев Толстопятовых.

## Биография
Родился  в городе Крымск Краснодарского края. Его отец был морским пехотинцем Черноморского флота, он погиб, когда сыну был год. В 1948 году ему ампутировали часть левой руки после подрыва снаряда в окрестностях Новороссийска.
Поступил в Ростовское художественное училище, в котором его наставниками стали Тимофей Федорович Теряев и Арсентий Мокеевич Чернышев. В студенческие времена рисовал портреты, пейзажи, натюрморты. Арсентий Мокеевич Чернышев порекомендовал своему студенту после окончания училища поступить в высшее художественное учебное заведение. В 1964 году Бельмасов закончил Ростовское художественное училище им. М. Б. Грекова.
В 1970 году окончил Ленинградский институт живописи, скульптуры и архитектуры имени И. Е. Репина, мастерскую станковой живописи академика В. М. Орешникова. Его педагогами были В. И. Рейхет, А. А. Деблер, Б. С. Угаров.
Борис Бельмасов — обладатель диплома Российской Академии художеств.
В 1977 году стал членом Союза художников России.
В 1987 году был награжден медалью имени М. Б. Грекова.
В 1980 году стал председателем живописной секции и членом правления Ростовской организации ВТОО СХ РФ, стал лауреатом первой премии Атоммаша.
В 2000 году состоялась персональная выставка в Ростове-на-Дону, в 2004 году — в Москве. Выставка называлась «Реальность и фантазия».
В 2002 году Борису Бельмасову было присвоено звание «Заслуженного художника РФ».
В 2006 году он начал преподавать живопись и композицию в ЮФУ.
В 2007 году стал профессором Южного Федерального Университета.
Произведения Бориса Бельмасова находятся в Центральном музее ВОВ 1941—1945 годов в Москве, также они размещены в музеях Краснодара, Ростова-на-Дону, Таганрога, Волгодонска, Сальска. Работы также представлены в Музее современного искусства в городе Гера в Германии, в галереях Дортмунда, в городе Плевна, в Калише. Они есть в частных коллекциях в Польше, Израиле, Испании, США, Франции, Англии. В 2014 году награжден Золотой медалью союза художников России.

## Семья
Жена Наталья Бельмасова.
Дочь Евгения Бельмасова (1962), художница, живет в Новой Зеландии.
Дочь Людмила Бельмасова (1964), живописец.

## Произведения
- Панно-барельеф в холле французской гимназии №45 Ростова-на-Дону[6][7].
- «Донская осень» (1978 год);
- «Смертию смерть поправ» (1980 год);
- «В места отдаленные» (1984 год);
- «Тайна леса» (1985 год);
- «Весть о погибшем» (1987 год);
- портрет «Женечка» (1995 год);
- «Поэзия» (2000 год);
- «Муза Вдохновения» (1999—2005 год);
- «Цыганские напевы» (1999—2005 год);
- «Букет с фруктами» (2004 год);
- натюрморт «Солнечное настроение» (2005 год);
- «Юность» (2005 год);
- «Десерт»(2006 год);
- «Памяти отца, погибшего в 1941» (2010 год);
- «Ритмы цветения» (2010 год);
- «Апогей Творца» (2011 год);
- «Яблочный Спас» (2012 год);
- «Спаси и Сохрани» (2014 год);
- портрет «Краевед» (2014 год);
- Триптих «Щедрость жизни» (2012 год): «Арбитр изящного», «Щедрость жизни», «Рыбачья стихия»;
- Триптих «Жажда жизни»: «Пестрота Триумфа» (2014 год), «Жажда жизни» (2012 год), «Струны Любви» (2014 год)[1].